# Anita Bush
Anita Bush   (Washington DC, 1 d'agost de 1883 - Nova York, 16 de febrer de 1974) fou una actriu, ballarina i productora de teatre afroamericana. El 1915 va fundar la Anita Bush All-Colored Dramatic Stock Company, una companyia pionera d'artistes dramàtiques que va ajudar a llençar les carreres d'actrius com Charles Gilpin, Dooley Wilson, Evelyn Preer i altres.

## Vida i obra
Anita Bush va néixer l'1 de setembre de 1883, a Washington DC. Als tres anys va anar a viure a Brooklyn amb el seu pare, el sastre de teatre Chapman Bush. Va créixer treballant moltes hores fent disfresses per a actors amb el seu pare. Mentre estava treballant amb el seu pare també va actuar amb la seva germana a l'obra Antony and Cleopatra, cosa que la va inspirar a perseguir una carrera teatral.
Mentre treballava amb el seu pare al Teatre Bijou va veure la companyia de Bert Williams i George Walker representant l'obra In Dahomey. Llavors va demanar permís al seu pare perquè la deixés fer una audició pel grup. Als 17 anys va aconseguir entrar a la companyia de teatre. Amb la companyia del teatre Bijou va viatjar a Anglaterra per actuar en el cor de diverses obres.
Després d'actuar en la seva última obra, Lode of Koal amb la seva companyia, va formar el seu propi grup de dansa. Aquest grup es va anomenar "Anita Bush and her 8 Shimmy Babies". Malauradament, degut a una lesió va haver de deixar de ballar i va començar una carrera com a actriu de teatre.

## Carrera professional
A principis del segle XX Bush va treballar coma ballarina de teatre musical i vodevils amb la companyia Williams and Walker Co.. Bush va produir la obra dirigida per Billie Burke, The Girl at the Fort que es va estrenar al teatre Lincoln el novembre de 1915. La seva companyis es va dir The Anita Bush Stock.
L'equip de Bush va aconseguir una gran popularitat. En aquell moment, Maria C.Downs, la propietària del teatre Lincoln li va demanar que canviés el nom de la companyia i que és passés a dir Lincoln Players. Però Bush, com a resposta a aquesta demanda, va moure la seva companyia al teatre Lafayette per a presentar-hi l'sketch Over the Footlights.
Anita Bush i El Lafayette Players
La companyia Lafayette Players Stock fou propietat d'Anita Bush a principis del segle xx. El 1915, va presentar la idea de llançar una empresa dramàtica a Eugene "Frenchy" Elmore, el director adjunt del Teatre Lincoln, un teatre de vodevil de Harlem. Tot i que encara no havia establert l'empresa, va convéncer a Elmore que ella podria muntar una producció en només dues setmanes. El març de 1916 el teatre Lafayette va obtenir els drets de la seva companyia i la va passar a demoninar the Lafayette Players. Llavors Bush va organitzar quatre companyies adiccionals dels Lafayette Players que van girar pels Estats Units.
La companyia Anita Bush Stock va fer una obra setmanal al teatre Lafayette. Ella va romandre a la companyia fins al 120. Aquest any va deixar l'empresa per perseguir una carrera en el cinema.
El 1921, va aparèixer en The Bull-Dogger, la primera de les dues produccions de la companyia Norman Film. L'any següent va actuar en The Crimson Skull.
Posteriorment treballà com a secretària del Gremi d'Actors Negres.
Anita Bush va morir a la seva casa del Bronx el 16 de febrer de 1974 als 90 anys.

## Obres
- In Dahomey, 1903[3]
- Antony and Cleopatra, 1914[3]
- Across the Footlights, 1915[5]
- Within the Law, 1915-1916[5]
- Madame X, 1916-1917[5]
- Very Good Eddie, 1917-1918[5]
- Goethe’s Faust, 1917-1918[5]
- The Bull-Dogger, 1921
- The Crimson Skull, 1922